# Mestna avtobusna linija št. 24 (Ljubljana)
Mestna avtobusna linija številka 24 BTC ATLANTIS – CENTER STOŽICE P+R je ena izmed 33 avtobusnih linij javnega mestnega prometa v Ljubljani. Poteka na jugovzhodnem obrobju prestolnice pod Golovcem in ima značaj povezovalne (prestopne) linije. Povezuje BTC, Kodeljevo, Spodnjo in Zgornjo Hrušico, Bizovik, Dobrunje, Sostro, Vevče, Zadobrovo, Sneberje ter Jarše s stadionom Stožice. Z linije 24 je na mogoč prestop na številne avtobusne linije, ki vozijo v center in ostale mestne predele (št. 2, 5, N5, 7, 9, 10, 11, 11B, 12D, 13, 18, 19B, 19I, 20, 22, 25, 26, 27). 

## Zgodovina
Prebivalci na severni strani Golovca so si več let prizadevali za povezavo njihovih naselij s sistemom javnega prevoza. Najbližja linija je bila dolga leta le linija št. 13, ki poteka po Litijski cesti več kot kilometer stran od najbližjih hiš. Pomanjkanje avtobusnih povezav so reševali z medkrajevno linijo Ljubljana – Mali Lipoglav, ki je vozila skozi omenjena naselja. Ker je linija obratovala samo trikrat dnevno in ni zadostovala potrebam potnikov, so 31. marca 2008 uvedli novo linijo št. 24 Bizovik - Kodeljevo. Linija je do junija 2011 ob delavnikih obratovala vse leto. Takrat so jo v času uvedbe počitniškega voznega reda začasno ukinili, saj so bili potniki večinoma šolarji. 
Po prizadevanju Četrtnih skupnosti Sostro, Golovec, Moste in Jarše je bila linija 2. aprila 2013 podaljšana do postajališča Žale. Tako so potniki dobili dodatne možnosti za prestop na še več avtobusnih linij. Z junijem 2013 je linija ponovno obratovala vse leto. 
1. septembra 2016 je bila linija 24 z obeh obračališč podaljšana. Iz Bizovika so traso speljali skozi naselja pod Golovcem, mimo Sostra, skozi Vevče in mimo Novih Fužin do BTC-Atlantisa, zaradi spojitve linij št. 28 (Kajuhova - Mali Lipoglav) in 29 (Kajuhova - Tuji Grm) v enotno linijo 26 (Tuji Grm - Sostro - Mali Lipoglav) in ukinitvijo voženj le-teh skozi Vevče. Z Žal pa je bila linija podaljšana po Štajerski cesti do Centra Stožice P+R, istega dne je bila linija št. 13 skrajšana do nekdanjega obračališča Bežigrad na Železni cesti. Zaradi predvidene preusmeritve linije št. 12 iz Vevč v Podgorico je bila predvidena tudi uvedba nedeljske različice linije št. 24V (BTC-Atlantis – Vevče; pokrila naj bi izpad avtobusnega prometa na Vevčah), vendar do realizacije ni prišlo, saj so po pritožbah krajanov ohranili linijo 12 na obstoječi relaciji, dodatno pa uvedli novo linijo št. 12D do Podgorice. 3. aprila 2017 je bilo zaključeno testno obratovanje. Istega dne se je ukinilo odseke, na katerih so avtobusi dnevno prepeljali premalo potnikov. Tako je linija 24 začela obratovati po skrajšani trasi BTC-Atlantis – Vevče. Trasa linije tako ne poteka več po Zaloški cesti in do Centra Stožice P+R (istega dne je bila do Centra Stožice ponovno podaljšana linija 13).
Linija 24 je bila 1. oktobra 2024 ponovno podaljšana do postajališča CENTER STOŽICE P+R, in sicer po polovični trasi linije 12, s tem pa je bila linija 12 ukinjena.

## Trasa
- smer BTC ATLANTIS – CENTER STOŽICE P+R: servisna cesta (končno postajališče) - Španska ulica¹ - Latinski trg - Letališka cesta - Kajuhova ulica - Litijska cesta - Hruševska cesta - Bizoviška cesta - Dobrunjska cesta - Cesta II. grupe odredov - Sostrska cesta - Litijska cesta - Pot heroja Trtnika - Vevška cesta - Cesta 30. avgusta - Zaloška cesta - Zadobrovška cesta - Sneberska cesta - Trbeže - Šmartinska cesta - Pokopališka cesta - Štajerska cesta - servisna cesta (končno postajališče)
- smer CENTER STOŽICE P+R – BTC ATLANTIS: servisna cesta (končno postajališče) - Štajerska cesta - Pokopališka cesta - Šmartinska cesta - Sneberska cesta - Zadobrovška cesta - Zaloška cesta - Cesta 30. avgusta - Vevška cesta - Pot heroja Trtnika - Litijska cesta - Sostrska cesta - Cesta II. grupe odredov - Dobrunjska cesta - Bizoviška cesta - servisna cesta - Hruševska cesta - Litijska cesta - Kajuhova ulica - Letališka cesta - Latinski trg - Španska ulica - servisna cesta (končno postajališče)

Opomba:
- ¹ - območje BTC

## Režim obratovanja
Linija obratuje ob ponedeljka do petka med 05:20 in 23:05. Ob sobotah obratuje med 05:00 in 22:11, ter ob nedeljah in praznikih med 06:00 in 22:11. Ob sobotah, nedeljah in praznikih linija obratuje na relaciji CENTER STOŽICE P+R – VEVČE, brez vožnje do postaje BTC ATLANTIS. 

### Preglednica časovnih presledkov v minutah
delavnik
| ura           | 1.9. - 25.6. | 26.6. - 31.8. |
| ------------- | ------------ | ------------- |
| 5.20 - 6.30   | 25           | 65            |
| 6.30 - 7.00   | 25           | 70            |
| 7.00 - 8.30   | 30           | 80            |
| 8.30 - 13.00  | 35-40        | 70-80         |
| 13.00 - 15.30 | 30-35        | 70            |
| 15.30 - 20.00 | 40-45        | 80            |
| 20.00 - 21.30 | 40           | 60-70         |